# 小行星5817
小行星5817（英語：5817 Robertfrazer）是一颗围绕太阳公转的小行星。1989年9月5日，埃莉諾·赫琳在帕洛马山发现了此天体。
这颗小行星的绝对星等为82.51172130963916等。